# Revolta contra els almoràvits
Els aristòcrates andalusins van iniciar la revolta contra els dominadors nord-africans almoràvits, als quals consideraven uns intrusos incultes i intolerants que degradaven l'anterior cultura refinada dels regnes de taifes andalusins. La rebel·lió esclatà el 1144, però com havia passat en totes les anteriors revoltes andalusines, mancava de coordinació i les distintes faccions revolucionàries es combatien entre si, en un període d'anarquia.

## La rebel·lió
Coincidint amb el retrocés almoràvit al nord d'Àfrica a mans de la Dinastia almohade, la rebel·lió fou encapçalada a Gharb al-Àndalus per Abu-l-Qàssim Àhmad ibn Hussayn ibn Qassi i a Qurtuba per Àhmad ibn Hamdín al-Taghlibí, mentre que a Xarq al-Àndalus fou encapçalada per Àhmad ibn Hud al-Mústansir, més conegut com a Sayf-ad-Dawla, fill del darrer emir hudí de Saraqusta. Induït pel seu odi als almoràvits, es posà al servei del rei Alfons VII de Castella. Tot i estar manejat pels cristians, gaudia de prestigi entre els andalusins, per tal com era l'hereu dels Banu Hud. En esclatar la revolució, Yahya ibn Alí ibn Ghàniya comandava els almoràvits andalusins
El 15 d'agost de 1144 un destacament de 60 muriduns partidaris de Abu l-Kasim Ahmad ibn Husayn ibn Qassi manats per Ibn al-Kabila, va sorprendre per engany la fortalesa de Martulah on es va instal·lar Ibn Kasi sent reconegut imam pels seus partidaris. Dos caps rebels, Ibn Wazir i Ibn Mundhir, se li van unir i va dominar llavors Evora, Beja, Huelva, Niebla i Silves formant un regne amb Abu l-Kasim Ahmad ibn Husayn ibn Qassi com a sobirà amb títol d'imam, començant la Revolta contra els almoràvits, i intenta prendre Isbiliya però és derrotat per Yahya ibn Ghàniya.
Yahya ibn Ghàniya havia col·locat el seu nebot Abu-Muhàmmad Abd-Al·lah ibn Ghàniya com a nou governador de València, ciutat que es revoltà l'1 de març de 1145. El 2 de maig aconseguia el govern de València el cadi Abu-Màlik Marwan ibn Abd-al-Aziz, el qual encarregà la defensa de les fronteres al capità Abd-Al·lah ibn Iyad. Aquest capità, que reconeixia la sobirania de Sayf-ad-Dawla, poc després s'ensenyorí de Múrcia. Mentrestant, a València Abu-Màlik Marwan ibn Abd-al-Aziz es mostrava incapaç de governar i els seus soldats es revoltaren i col·locaren en el seu lloc Abd-Al·lah ibn Sad ibn Mardanix, que ocupava el càrrec de valí d'Ibn Iyad de Múrcia.
Àhmad ibn Hamdín al-Taghlibí, governant de Qurtuba va al respondre al missatge dels murcians en què li demanaven parer respecte al successor a l'emirat de Mursiyya a mort d'Abu Mohammed Abd al-Rahman ibn al-Hayy al-Lurqi, els va enviar de governador Abd-Al·lah ath-Thaghrí, mentre designaven cadi a Ibn Abi-Jàfar al-Khussaní. Una segona versió afirma que el mateix Sayf-ad-Dawla va enviar a Abd Al·làh ats-Tsagrí, que es trobava a Conca, a encarregar-se del comandament de Madina Mursiyya, proclamant la sobirania de Sayf-ad-Dawla, que fou reconegut emir de Mursiyya a mitjans de febrer de 1145,
Sayf-ad-Dawla va apoderar-se d'Oriola i la seva absència va ser aprofitada pels partidaris d'Abd-Al·lah ath-Thaghrí, que van reposar la seva autoritat, però fou deposat per Ibn Abi-Jàfar al-Khussaní, havent d'abandonar el setge de Xàtiva que havia començat. En ser de nou deposat ath-Thaghrí va reprendre el seu atac contra Xativa, havent de desistir i tornant a Alacant.
Sayf-ad-Dawla, que lluitava contra els almoràvits al setge de Granada va demanar el suport d'Ibn Abi-Jàfar, qui es va dirigir a Granada el setembre de 1145 però fou sorprès a la batalla d'Almosala el setembre de 1145 en la qual Ibn Abi-Jàfar va morir.

## Reinstauracio de l'emirat de Balànsiya
Sayf-ad-Dawla entrà a Múrcia el gener del 1146, com a rei de Xarq al-Àndalus, i fou rebut amb grans honors pel governador Ibn Iyad. Després Abu-Bakr, fill de Sayf-ad-Dawla, acompanyat del mateix Ibn Iyad, visità Dénia i València, i també foren rebuts amb honors.
En trobar-se amb una certa força, Sayf-ad-Dawla intentà desfer-se de la tutela dels castellans, però les tropes d'Alfons VII de Castella, aliades ara amb ath-Thaghrí, governador de Conca i rival personal de Sayf-ad-Dawla. Aquest darrer organitzà un exèrcit comandat pel valí Abd-Al·lah ibn Sad ibn Mardanix i format per tropes de València, Alacant, Múrcia i Llorca, però fou derrotat pels castellans a la batalla d'al-Lujj el 4 de febrer de 1146. En aquesta batalla moriren Sayf-ad-Dawla i Abd-Al·lah ibn Sad ibn Mardanix. Ibn Iyad sobrevisqué, però fou desposseït del seu senyoriu de Múrcia per Abd-Al·lah ath-Thaghrí, que hi governà de maig a setembre de 1146.
Ibn Iyad fou capaç de reorganitzar un exèrcit amb tropes de València, Alacant i Llorca, i marxà cap a Múrcia, on sabedors de la vinguda d'Ibn Iyad, es revoltaren contra ath-Thaghrí, que morí en la revolta. Ibn Iyad feu l'entrada triomfal a Múrcia per segona vegada el 13 de setembre de 1146. Però un any després morí en batalla contra els castellans.

## El rei Llop
El valí que, malgrat la seua joventut, governava València de 1146 a 1147 era Muhàmmad ibn Abd-Al·lah ibn Sad ibn Mardanix, fill d'Abd-Al·lah ibn Sad ibn Mardanix, i futur rei de les taifes de Múrcia i València, que seria conegut pels cristians com el rei Llop.

## Caiguda de l'imperi almoràvit
Els almohades havien estat frenats pels mercenaris catalans de Reverter I fins a la seva mort i la de Taixfín ibn Alí en combat, van acabar deposant els almoràvits amb la caiguda de Marrakech en 1145, L'imamat de Martulah és annexionat el 1145 a l'emirat de Batalyaws. Abu-l-Qàssim Àhmad ibn Hussayn ibn Qassi va anar al Magrib, es va entrevistar amb el califa almohade Abu-Yaqub Yússuf ibn Abd-al-Mumin i va tornar amb tropes que el van ajudar a recuperar el seu regne i el domini de Jerez de la Frontera, Arcos, Ronda i Niebla. El 1148 almoràvits ja només conserven Gharnata, que va caure en mans almohades en 1155, i les illes Balears, on van marxar nombrosos partidaris dels almoràvits i des d'on es feien atacs constants a les costes del nord d'Àfrica, i que va caure en 1203.

## Conquesta de Lleida i Tortosa
Després de la batalla de Corbins la frontera amb va estabilitzar-se, però amb la presa de Marràqueix pels almohades el Papa Eugeni III va convocar a l'ajut a Alfons VII de Castella per prendre Almeria i Ramon Berenguer IV a prendre Tortosa, que fou escoltada pels genovesos que assetjaven Maó per lluitar contra la pirateria dels musulmans de l'Emirat de Granada basats en les Balears, aliats de la República de Pisa contra Gènova des de 1137. i poc després caigué l'Emirat de Larida.

## Conquesta de Lisboa
El setge de Lisboa, amb inici el dia 1 de juliol de 1147, i que s'estengué fins al 25 d'octubre, fou un episodi integrant del procés de Reconquesta cristiana de la península Ibèrica, acabant amb la conquesta d'aquesta important ciutat als moros per les forces d'Alfons I de Portugal (1112-1185) amb l'ajut dels croats. Efectivament, aquest episodi constituí l'únic èxit de la Segona Croada.